# Saison 3 des Pingouins de Madagascar
Chronologie
Saison 2
Cet article recense la liste des épisodes de la troisième saison de la série d'animation américaine Les Pingouins de Madagascar, diffusée du 16 avril 2012 au 26 février 2014 sur Nickelodeon (du 16 avril 2012 au 13 septembre 2012) et sur Nicktoons (du 28 décembre 2013 au 26 février 2014).

## Épisodes
| N° de série                                                                                                 | N° de saison | Titres                                                                    | Scénario               | Première diffusion |
| --- | ------------ | ------------------------------------------------------------------------- | ---------------------- | ------------------ |
| 117 | 1            | Julian et Zoé Feline Fervor                                               | Justin Charlebois      | 16 avril 2012      |
| |              |                                                                           |                        |                    |
| 118 | 2            | Deux prétendants au trône King Me                                         | Gabriel Garza          | 17 avril 2012      |
| |              |                                                                           |                        |                    |
| 119 | 3            | Arlène ! The Otter Woman                                                  | Kim Duran              | 18 avril 2012      |
| |              |                                                                           |                        |                    |
| 120 | 4            | Rond comme un ballon Action Reaction                                      | Gabriel Garza          | 19 avril 2012      |
| |              |                                                                           |                        |                    |
| 121 | 5            | Empreinte digitale Thumb Drive                                            | Bill Motz et Bill Roth | 29 août 2012       |
| |              |                                                                           |                        |                    |
| 122 | 6            | Opération : grosse bulle bleue Operation: Big Blue Marble                 | Bill Motz et Bill Roth | 29 août 2012       |
| - Note : Cet épisode a une durée d'une demi-heure                                                           |              |                                                                           |                        |                    |
| 123 | 7            | Le monstre velu Hair Apparent                                             | Jim Peronto            | 29 août 2012       |
| |              |                                                                           |                        |                    |
| 124 | 8            | Rico, bourreau des cœurs Love Takes Flightless                            | Bill Motz et Bob Roth  | 29 août 2012       |
| |              |                                                                           |                        |                    |
| 125 | 9            | Maman poule Smotherly Love                                                | Michael Ludy           | 3 septembre 2012   |
| |              |                                                                           |                        |                    |
| 126 | 10           | Little Foot Littlefoot                                                    | Mark Palmer            | 3 septembre 2012   |
| |              |                                                                           |                        |                    |
| 127 | 11           | Les licornes de lune sur la glace Antics on Ice                           | Bill Motz et Bob Roth  | 4 septembre 2012   |
| |              |                                                                           |                        |                    |
| 128 | 12           | Les Serials Gaffeurs Showdown on Fairway 18                               | Gabriel Garza          | 4 septembre 2012   |
| - Invité : Jim Cummings (Gomer et Bo)                                                                       |              |                                                                           |                        |                    |
| 129 | 13           | Le petit couineur Street Smarts                                           | James W. Bates         | 5 septembre 2012   |
| - Invité : Patrick Warburton (Elmer)                                                                        |              |                                                                           |                        |                    |
| 130 | 14           | Léonard, le bagarrambule Nighty Night Ninja                               | Ivory Floyd            | 5 septembre 2012   |
| |              |                                                                           |                        |                    |
| 131 | 15           | Un hareng pour le commandant A Kipper for Skipper                         | Steve Aranguren        | 6 septembre 2012   |
| |              |                                                                           |                        |                    |
| 132 | 16           | La mue du p'tit gars High Moltage                                         | Brandon Sawyer         | 6 septembre 2012   |
| |              |                                                                           |                        |                    |
| 133 | 17           | Le gland gagnant Nuts to You                                              | Brandon Sawyer         | 7 septembre 2012   |
| |              |                                                                           |                        |                    |
| 134 | 18           | Le fossa de Madagascar The Terror of Madagascar                           | Gabriel Garza          | 7 septembre 2012   |
| |              |                                                                           |                        |                    |
| 135 | 19           | La poule médium Mental Hen                                                | Brandon Sawyer         | 8 septembre 2012   |
| |              |                                                                           |                        |                    |
| 136 | 20           | La chenille rouge Siege the Day                                           | Bill Roth et Bob Roth  | 8 septembre 2012   |
| |              |                                                                           |                        |                    |
| 137 | 21           | P.E.L.T.                                                                  | Justin Charlebois      | 10 septembre 2012  |
| |              |                                                                           |                        |                    |
| 138 | 22           | Les Winky au beurre de cacahuète Private and the Winky Factory            | Brandon Sawyer         | 10 septembre 2012  |
| |              |                                                                           |                        |                    |
| 139 | 23           | Les bananes plantains Best Laid Plantains                                 | Bill Motz et Bob Roth  | 11 septembre 2012  |
| |              |                                                                           |                        |                    |
| 140 | 24           | Un jour parfait Skipper Makes Perfect                                     | Brandon Sawyer         | 11 septembre 2012  |
| |              |                                                                           |                        |                    |
| 141 | 25           | L'épreuve du vase de billes Marble Jarhead                                | Brandon Sawyer         | 13 septembre 2012  |
| |              |                                                                           |                        |                    |
| 142 | 26           | Flash spécial Goodnight and Good Chuck                                    | Gabriel Garza          | 13 septembre 2012  |
| |              |                                                                           |                        |                    |
| 143 | 27           | Opération: Pingouins dans l'espace Operation: Swap-panzee                 | Justin Charlebois      | 23 décembre 2013   |
| |              |                                                                           |                        |                    |
| 144 | 28           | Tempête de neige Snowmageddon                                             | Bill Motz et Bob Roth  | 28 décembre 2013   |
| |              |                                                                           |                        |                    |
| 145 | 29           | Minettas Déconcertus ! Tunnel of Love                                     | Justin Charlebois      | 19 février 2014    |
| - Invités : Big Time Rush (les castors), Jennette McCurdy (Becky), Victoria Justice (Stacy)                 |              |                                                                           |                        |                    |
| 146 | 30           | Opération: Licorne de lune de l'apocalypse Operation: Lunacorn Apocalypse | Brandon Sawyer         | 19 février 2014    |
| - Note : C'est un épisode spécial de 45 minutes. - Invité : Conan O'Brien (Kuchikukan)                      |              |                                                                           |                        |                    |
| 147 | 31           | Le pingouin qui m'aimait The Penguin Who Loved Me                         | Bill Motz et Bob Roth  | 26 février 2014    |
| - Note : C'est un épisode spécial de 30 minutes. - Invités : Ty Burrell (Parker), Calista Flockhart (Doris) |              |                                                                           |                        |                    |
| 148 | 32           | Amis ou ennemis ! Best Foes                                               | Gabriel Garza          | 26 février 2014    |
| |              |                                                                           |                        |                    |
| 149 | 33           | Une nuit avec les jumeaux Vésuvio Night of the Vesuviuses                 | Bill Motz et Bob Roth  | 26 février 2014    |
| |              |                                                                           |                        |                    |